# Dolinka
Dolinka este o comună slovacă, aflată în districtul Veľký Krtíš din regiunea Banská Bystrica. Localitatea se află la altitudinea de 186 m deasupra n.m., se întinde pe o suprafață de 7,3 km2 și în 2017 număra 488 de locuitori.

## Istoric
Localitatea Dolinka este atestată documentar din 1260.

## Demografie
| An:                | 1994 | 2004   | 2014   | 2024   |
| ------------------ | ---- | ------ | ------ | ------ |
| Număr de persoane: | 561  | 516    | 482    | 446    |
| Diferență:         |      | −8,02% | −6,58% | −7,46% |

| An:                | 2023 | 2024   |
| ------------------ | ---- | ------ |
| Număr de persoane: | 457  | 446    |
| Diferență:         |      | −2,40% |